# Objeto de Mayall
O Objeto de Mayall (também classificado no Atlas de Galáxias Peculiares como Arp 148 ) é o resultado de duas galáxias em colisão localizadas a 500 milhões de anos-luz de distância dentro da constelação da Ursa Maior . Foi descoberto pelo astrônomo americano Nicholas U. Mayall do Observatório Lick em 13 de março de 1940, usando o refletor Crossley . [4] Quando descoberto pela primeira vez, o Objeto de Mayall foi descrito como uma nebulosa peculiar, com a forma de um ponto de interrogação. Originalmente teorizado para representar uma galáxia reagindo com o meio intergaláctico , [5] agora é pensado para representar a colisão de duas galáxias, resultando em um novo objeto que consiste em uma galáxia em forma de anel com uma cauda emergindo dela. Pensa-se que a colisão entre as duas galáxias criou uma onda de choque que inicialmente atraiu a matéria para o centro, que então formou o anel. [6]
Arp 148 foi fotografado pelo Telescópio Espacial Hubble como parte de uma pesquisa do que se pensa serem galáxias em colisão. [3] A imagem foi obtida com o instrumento Wide Field and Planetary Camera 2 . [7] Foi lançado junto com 59 outras imagens deste tipo em 2008 para o 18º aniversário dos telescópios espaciais.